# 제니퍼 원스
제니퍼 원스(영어: Jennifer Warnes, 1947년 3월 3일 ~ )는 미국의 가수이다.

## 성장
시애틀에서 태어나 애너하임에서 성장했다. 7세 때 음반 녹음 제의를 받았으나, 아버지의 반대로 무산되었다. 이후 교회나 지역 극단에서 노래를 하다가, 17세에 이매큘러트 하트 칼리지(Immaculate Heart College)에서 오페라를 전공할 것을 권유받았다.
이후 원스는 아버지의 희망이나 오페라와는 관계 없이 당대에 존 바에즈 등에 의해 인기를 끌었던 포크 음악을 하기로 결심하고, 극장이나 클럽 무대에서 활동을 이어갔다.
1968년 패럿 레코드(Parrot Records)와 계약하며, 가수로서의 본격적인 활동을 시작했다.

## 프로 경력
데뷔 음반 《I Can Remember Everything》 등 여러 음반을 냈으나 뚜렷한 성과를 거두지는 못하다가, 1976년에 이르러 〈Right Time of the Night〉이 빌보드 싱글 차트 6위와 캐나다 싱글 차트 3위 등에 오르며 인기를 얻었다.
그 뒤 1979년에는 〈I Know A Heartache When I See One〉이 인기를 끌었다. 또한 같은 해 영화 《노마 레이(Norma Rae)》의 사운드트랙에 수록된 〈It Goes Like It Goes〉를 노래하기도 했는데, 이 곡은 아카데미 주제가상 수상작으로 선정되었다.
1982년에는 조 코커와 함께 부른 영화 《사관과 신사》의 사운드트랙 〈Up Where We Belong〉이 차트 1위를 차지했고, 제니퍼 원스는 이듬해 1983년 그래미 어워드에서 조 코커와 함께 팝 부문 최우수 듀엣상을 받았다.
1987년작 영화 《더티 댄싱》의 삽입곡을 빌 메들리와 함께 노래한 〈(I've Had) The Time of My Life〉가 차트 정상에 오르기도 했다.